# Leszkovica
Leszkovica, 1911 és 1918 között Néramogyorós (románul: Lescovița, szerbül: Лесковица, a hangsúly az utolsó előtti szótagon) falu Romániában, a Bánátban, Krassó-Szörény megyében.

## Nevének eredete
Nevének töve a 'mogyoró' jelentésű délszláv lěs(ъ)ka szó. Először 1371–72-ben, Lyzkou alakban jegyezték fel. Elképzelhető, hogy a Török hódoltság alatt, egy költözés alkalmával kapta az -ica képzőt, bár az 1554-es oszmán adójegyzék már Lısqofče néven említi. A Habsburg-uralom kezdetén, 1717-ben Lesskovicza néven jegyezték fel.

## Fekvése
A bánáti síkság peremén, a Lokva-hegység északi lábánál, a Néra bal partján fekszik, a román határtól pár kilométerre.

## Népessége

### A népességszám változása
Népessége 1880 és 1930 között ezer fő körül mozgott. A rákövetkező kilencven évben gyorsuló ütemben csökkent, az ezredfordulóra négyszáz fő alá.

### Etnikai és vallási megoszlás
Lakossága román anyanyelvű, de jórészt szerb eredetű és szerb ortodox vallású. A helyi pópa 1867-ben tiszta szerbként írta le lakosságát. A jámi esperes utasítására ezután a presbitérium készített pontos kimutatást, amely szerint 735 szerb és 115 román élt volna a faluban. A magyar népszámlálások egészen 1910-ig tükrözik a közösség nyelvcseréjét, amikor az 1115 leszkovicaiból 719 ismét úgy nyilatkozott, hogy szerb anyanyelvű. Romániához csatolása után a leszkovicaiak nemzetiségi hovatartozása különös fontosságot kapott. Míg az 1920-as és 1941-es népszámlálások lakói többségét román nemzetiségűként tüntették fel, a közbeeső 1930-as felvétel túlnyomóan szerb nemzetiségű falunak mutatja. A második világháborút követő időkben mind anyanyelvi, mind nemzetiségi tekintetben román többségű településként szerepel. A 2002-es népszámlálás  322 román és 34 szerb nemzetiségűt, vallási tekintetben 306 ortodoxot és ötven baptistát, összesen 356 főt talált helyben. Az ortodoxok többsége szerb ortodox, bár a falunak román ortodox temploma is van.
A Néra 1910-es áradásáig a falu határában, a Săliștea Mare nevű helyen cigányok is éltek. A leszkovicai aranymosó cigányokra való első adat 1801-ből való. Az aranymosás mellett a helyi emlékezet szerint vályogtéglát is készítettek. Az árvizet követően Radimnára és Zlaticára költöztek. Azóta nem élnek cigányok Leszkovicán.

## Története
1554-ben puszta, 1569-ben újra lakott település volt. A helyi hagyomány szerint a török időkben védettebb helyen, a mai Săliștea Mică határrészben feküdt. 1713-ban 32, 1717-ben 36, 1749-ben 43 házzal, 1783-ban 62 házzal és 412 fővel, 1797-ben 83 házzal írták össze. Szerb lakói 1717-ben fatemplomot építettek maguknak. 1739 és 1750 között valószínűleg újabb szerb betelepülők érkeztek. A beköltözések az 1750-es és 60-as években sem szakadtak meg, az ekkor érkezettek nagy része azonban már román lehetett, ugyanis 1771-ben románok is lakták. Valószínű, hogy a Habsburg katonai hatóságok 1768 körül legalább részben végrehajtották a Katonai határőrvidék szervezéséhez kapcsolódó tervezett lakosságcserét. A terv szerint Hotin, Krusica és Leszkovica faluba költöztették volna le a potoki, makovistyei és petrilovai románokat, azok a szerbek pedig, akik az előző falvak lakói közül nem kívántak fegyvert fogni, felköltöztek volna az említett román falvakba. Leszkovica 1770-től a Határőrvidék kusicsi századához tartozott. A 18–19. században a Ćúka határrészben kőbányát műveltek.
Az 1788-as török hadjárat idején sok lakója elmenekült és elégett a falu temploma is. Az ezt követő új betelepülők között valószínűleg ismét voltak románok is. 1773-ban 1848 holdas határából 720 volt erdő, 427 hold fiatal erdő vagy bozót, 349 hold szántóföld, 252 hold legelő és 79 szőlő. Lakói 418 juhot és kecskét tartottak. 1804-ben az akkor már 2954 holdas határból 861 holdat tett ki a községi legelő, 588-at szántóföldek, 460-at a határőrségi erdő (a határőrségé), 383-at kaszálók, 253-at gyümölcsös és 83-at a szőlők. 1808-ban 80 házból állt és 645 fő lakta, 1824-ben 90 házzal írták össze. A Határőrvidék feloszlatása után, az 1870-es évektől Krassó, majd Krassó-Szörény vármegye Jámi járásához tartozott. 1884 és 1919 között állami (magyar nyelvű) iskola működött benne.
Lakói megélhetésének az első világháborúig alapvető részét képezte, hogy a fehértemplomi svábok szőlőjében vállaltak munkát. A szegényebbek selyemhernyó-termesztéssel is foglalkoztak. A vagyonosabb 20–30% nyaranta családi társulásokká alakulva legeltette juhait és kecskéit. Az állattenyésztés a határban szétszórt szállások köré szerveződött. Ezeket egy-egy család építette, közel a jobb legelőkhöz. Az istállókon kívül a szálláshoz rendszerint kétosztatú (szoba és konyha), kő alapon boronából épült ház is tartozott, valamint egy kert, ahol a kinn tartózkodók saját szükségletére kukoricát, búzát, zöldséget termesztettek. A kaszálókon szilva- és almafák nőttek. A szállások közül a kollektivizálás után csak a faluhoz legközelebb fekvők maradtak meg, amelyeket esztenákká alakítottak át. A 19. század végi filoxérajárvány kipusztította szőlőit, mára pedig a gyümölcstermesztés is jószerivel megszűnt.
Leszkovica egyházközsége 1867-ben, a bánáti szerb és román ortodoxia szétválasztásakor a szerb ortodox egyházhoz csatlakozott. Szerbek és románok szétválasztása valójában már ekkor is legfeljebb mondvacsinált lehetett. A faluban élő román eredetű családok generációk óta összeházasodtak a szerbekkel. Másrészt úgy tűnik, a leszkovicaiak különbözőnek tudták magukat mind a környezetükben élő románoktól, mind a szerbektől. A 19. század folyamán román nyelvűvé váltak, de a szomszédos szerb falvak és az egyház hatására a szerb nyelv is megőrzött életükben bizonyos szerepet. Továbbra is használnak egyes szerb fordulatokat, tudnak szerb imádságokat és dalokat. Az újszülötteknek máig részben szerb keresztnevet adnak.